# Свідвин (гміна)

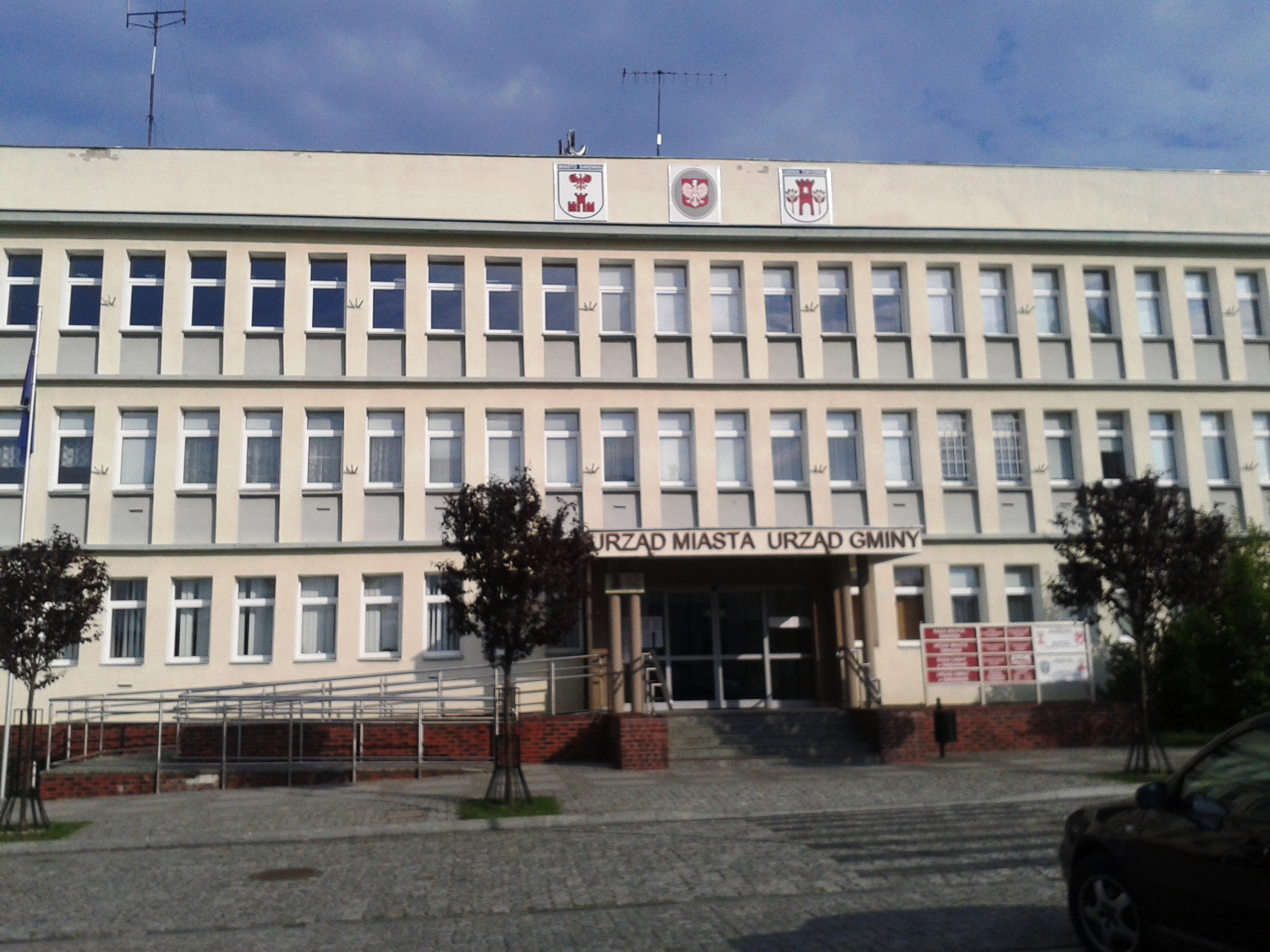
Муніципальне будівля офісу - Świdwin

Гміна Свідвін (пол. Gmina Świdwin) — сільська гміна у північно-західній Польщі. Належить до Свідвинського повіту Західнопоморського воєводства.
Станом на 31 грудня 2011 у гміні проживало 6202 особи.

## Територія
Згідно з даними за 2007 рік площа гміни становила 247.34 км², у тому числі:
- орні землі: 64.00%
- ліси: 27.00%

Таким чином, площа гміни становить 22.63% площі повіту.

## Населення
Станом на 31 грудня 2011:
| Опис     | Загалом | Загалом | Чоловіки | Чоловіки | Жінки | Жінки |
| -------- | ------- | ------- | -------- | -------- | ----- | ----- |
| одиниця  | осіб    | %       | осіб     | %        | осіб  | %     |
| все      | 6202    | 100     | 3157     | 50.90    | 3045  | 49.10 |
| міське   | 0       | 100     | 0        |          | 0     |       |
| сільське | 6202    | 100     | 3157     | 50.90    | 3045  | 49.10 |

## Сусідні гміни
Гміна Свідвін межує з такими гмінами: Бжежно, Лобез, Островіце, Полчин-Здруй, Ресько, Ромбіно, Свідвін, Славобоже.